# Lobophyllus reversus
Lobophyllus reversus är en insektsart som beskrevs av Rehn, J.A.G. 1920. Lobophyllus reversus ingår i släktet Lobophyllus och familjen vårtbitare. Inga underarter finns listade i Catalogue of Life.